# بند امیر (رود کر)
در زمان آل بویه، عضدالدوله بر رود کر سدی بست که به بند امیر معروف است. این پل بزرگ‌ترین پل بند سنگی ایران می‌باشد. در گذشته از این پل دارای سیزده طاق برای مدیریت آب رها شده از سد درودزن یا سد سیوند برای کشاورزی استفاده می‌شد. اما در دهه هشتاد پل جدیدی به نام بند لاستیکی امیر برای جلوگیری از خسارت به این پل قدیمی احداث شد.
امروزه این پل جز جاذبه‌های گردشگری در استان فارس بوده‌است.
سالانه خصوصاً در فصل بهار گردشگران از این پل زیبا دیدن می‌کنند.
این پل در سال ۴۹ ثبت اثر ملی شد.
مردم بومی بند امیر فارسی زبان(در اصطلاح بومی: تاجیک) هستند.

## موقعیت جغرافیایی
این بند در کنار روستای بند امیر از توابع بخش زرقان در ۴۳ کیلومتری شیراز واقع شده‌است.